# 五人の札つき娘
『五人の札つき娘』（Five Branded Women）は、1960年に公開されたアメリカ合衆国とイタリアの共同制作による映画。監督はマーティン・リット。出演はシルヴァーナ・マンガーノなど。撮影はクラーゲンフルトで行われた。

## ストーリー
1943年、ドイツ軍占領下のユーゴスラビアのとある町にて、ジョバンカ、ダニーザ、マーヤ、リューバ、ミーラの5人はドイツ軍兵ケラーを持っていたことをパルチザンに問われ、罰として丸坊主にされる。
ケラーがパルチザンの一人ブランコを受けたことから、ジョバンカたちも独軍によって追い出される。ジョバンカの元恋人で、ブランコの仲間であるベルコも仲間たちとともに町を去る。
一方、ジョバンカたちはパルチザンと知り合いになり、独軍の遺体から手に入れた装備で独軍を襲い、リューバは独軍将校ラインハルト大尉をとらえる。
その後、彼女たちはベルコたちと合流する。その際、ベルコはジョバンカとよりを戻そうとするが、丸坊主にされたときに同情されなかったことで彼女から恨まれていた。
彼女たちは、自分たちの町で行われていたドイツ建国10周年記念の祭典を利用して襲撃する。
パルチザンの隠れ家には、リューバ、ミーラ、ラインハルトがとどまっていた。ミーラがケラーの子を出産する中、ラインハルトは脱走しようとしたところでリューバに殺される。その後、隠れ家が見つかり、一同は隠れ家を後にする。ベルコとジョバンカが足止めを務めるところで、物語は幕を下ろす。

## キャスト
※括弧内は日本語吹替（初回放送1970年11月26日『木曜洋画劇場』）
- ジョバンカ：シルヴァーナ・マンガーノ（此島愛子）
- ダニーザ：ヴェラ・マイルズ（沢田敏子）
- リューバ：ジャンヌ・モロー（来宮良子）
- マーヤ：バーバラ・ベル・ゲデス
- ミーラ：カルラ・グラヴィナ（イタリア語版）
- ベルコ：ヴァン・ヘフリン
- ラインハルト大尉：リチャード・ベイスハート
- ブランコ：ハリー・ガーディノ
- スヴェンコ：アレックス・ニコル（英語版）
- ケラー軍曹：スティーヴ・フォレスト
- フォン・エルム大佐：ジェラルド・ヘルター（ドイツ語版）
- ミルコ：ロモロ・ヴァリ
- ミラノ：シドニー・クルート（英語版）
- 司令官：ピエトロ・ジェルミ
- ドラゴ：グイド・チェラーノ（イタリア語版）